# Керетаро
Кере́таро (исп. Querétaro), полное наименование: Свободный и Суверенный Штат Керетаро (исп. Estado Libre y Soberano de Querétaro) — штат в центральной Мексике. Административный центр штата — город Сантьяго-де-Керетаро, хотя в обычном употреблении название «Керетаро» используется и для города и для штата.
Керетаро граничит на севере с штатом Сан-Луис-Потоси, на западе с штатом Гуанахуато, на востоке с штатом Идальго, на юго-востоке с штатом Мехико и на юго-западе с штатом Мичоакан.
Административный центр — город Сантьяго-де-Керетаро расположен примерно в 200 км к северо-западу от Мехико. Город известен своей архитектурой колониальной эпохи.

## Этимология
Топоним происходит от слова на языке индейцев пурепеча Crettaro и означает «игра в мяч». Местность Ла Каньяда (La Cañada) к востоку от Сантьяго-де-Керетаро отмечена узким ущельем, которое похоже на два противолежащих холма, использовавшихся в индейской игре в мяч. Возможно, название происходит от слова языка пурепеча K’erhiretarhu (где: K’eri — большой, Ireta — люди, rhu — место) — «место больших людей». Или K’erendarhu (k’erenda — скала и rhu — место) — «место скалы». Название перешло к одноимённому городу, а затем и к штату, после создания последнего. В 1867 в название штата было внесено изменение — добавлена фамилия де Артеага в честь генерала Х. М. Кайетано Артеаги (исп. José María Cayetano Arteaga Magallanes), которое отменено в 2010.

## География
Штат расположен между 20° 01' 02" с. ш. и 21° 40' с. ш. и 99° 03' 23" з. д. и 100° 36' з. д. Площадь штата 11 769 км² — 0,6 % территории Мексики. Таким образом, он занимает 27-е место из 32-х штатов.

### Высоты
Штат является весьма гористым, особенно районы Сьерра-Горда и Сьерра-Керетана. Местность между двумя районами (Долины и Семидесьерто) состоит из многочисленных долин и, как правило, небольших пиков. Однако самый высокий пик — Серро-дель-Саморано — имеет высоту 3360 метров на уровнем моря и находится в Долине Керетаро. Другие заметные пики: Серро-эль-Эсполон (3240 м), Серро-ла-Пинхика (3160 м) и Серро-де-ла-Вега (3120 m).
Самый высокогорный город — Амеалько (2620 м), тогда как самый низкорасположенный — Хальпан лежит на высоте 760 м над уровнем моря. Сантьяго-де-Керетаро и Сан-Хуан-дель-Рио лежат на высоте 1820 и 1920 м соответственно.

### Климат
В штате имеется большое разнообразие климатов, в основном, вследствие перепадов высот. Согласно классификации климатов Кёппена существует девять типов климата. Наиболее распространён полузасушливый и умеренный (BS1k), который охватывает 39,53 % территории штата, в основном, города Сан-Хуан-дель-Рио, Кадерейта, Текискиапан и Эзекьель Монтес.
Другие типы климата в порядке убывания охватывамой площади:
- Умеренный субвлажный с дождливым летом (C(w)): 22,6 % (Амеалько и Имильпан),
- Субтпропический субвлажный с дождливым летом (ACw): 20,2 % (Хальпан),
- Полузасушливый и полужаркий (BS1h): 9,40 % (Сантьяго-де-Керетаро),
- Засушливый и полужаркий (BSh): 4,1 %,
- Тропический влажный с дождливым летом (A(w)): 2,45 %,
- Субтропический влажный с интенсивными дождями летом (ACm): 0,68 %,
- Умеренный влажный с интенсивными дождями летом (C(m)): 0,59 %,
- Полузасушливый и очень жаркий (BS1(h')): 0,45 %.

Среднегодовые температуры и уровень осадков для некоторых городов:
- Керетаро: 18,8 °C / 549 мм
- Сан-Хуан-дель-Рио: 17,3 °C / 556 мм
- Амеалько: 14,9 °C / 837 мм
- Хальпан: 23,9 °C / 836 мм

### Водные ресурсы
Керетаро принадлежит к двум основным гидрологическим бассейнам, реки Пануко на восточных границах, который впадает в Мексиканский залив и Лерма-Сантьяго на западных границах, который впадает в Тихий океан. Основные реки первого бассейна — Сан Хуан, который соединяется с рекой Тула, образуя реку Монтесума, которая является восточной границей штата. Район Сьерра-Горда имеет на своей территории несколько рек и среди них Эсторас и Санта Мария. Реки Пуэблито и Керетаро относятся к бассейну Лермы. Основные источники воды — это обычно водохранилища, в особенности, (в порядке убывания важности): Симапан, имени Конституции 1917 года (Галиндо), Сан Ильдефонсо, Сентенарио, Санта Катарина, Ла Льябе, Хальпан и Соледад.
Сантьяго-де-Керетаро и следовательно большинство населения штата находится в бассейне Лерма-Сантьяго. Этот бассейн поставляет воду в большую часть Центральной Мексики, включая Мехико, Гуанахуато и Халиско и по этой причине перегружен. Это больше всего сказывается на озере Чапала, уровень которого постоянно снижается.
Город Керетаро всегда имел недостаток воды. Исторически она бралась из ближайших источников, и для этого был построен акведук (см. выше). В настоящее время нужды города покрываются из подземных источников. В штате есть 9 водоносных горизонтов: Керетаро, Сан-Хуан-дель-Рио, Чичимекильяс, Текискиапан, Буэнависта, Имильпан, Толиман, Кадерейта и Амеалько. В долине Кереатаро ежегодно добывается 103 млн м³ воды, тогда как только 70 млн м³ перезапасается, поэтому существует годовой дефицит в объёме 33 млн куб. м.
Было предложено много проектов по снабжению города водой из бассейна Пануко, включая сомнительную плотину на реке Эсторас в районе Сьерра-Горда. Акведук номер 2 будет построен в ближайшие годы. Он должен обеспечить районы Долины Керетаро и Семидесьерто водой из реки Монтесума. Ожидается, что акведук-2 будет покрывать нужды в течение последующих 30 лет.
Поставка воды потребителям регулируется правительственным агентством исп. Comisión Estatal del Agua (CEA).
В Керетаро наилучшие показатели чистоты воды по всей Мексике.

### Флора и фауна
| Флора и фауна Керетаро |                   |                       |                          |                    |
|                        |                   |                       |                          |                    |
| Барибал                | Пума              | Tamiasciurus          | Лисица                   | Урубу              |
|                        |                   |                       |                          |                    |
| Попугаи                | Crotalus durissus | Пекари                | Белохвостый олень        | Виргинский опоссум |
|                        |                   |                       |                          |                    |
| Клён серебристый       | Цабр              | Echinocactus grusonii | Cylindropuntia imbricata | Сосна жёлтая       |

### Районы
Штат Керетаро может быть разделён на 4 или 5 районов в зависимости от выбранного критерия. Это две центральные долины (Долина Керетаро и Долина Сан Хуана), засушливая область Семидесьерто, и два гористых района: Сьерра-Горда и Сьерра-Керетана.

Четыре района штата Керетаро

- Долина Керетаро: включает муниципалитеты Коррехидора, Эль Маркес, Имильпан и Сантьяго-де-Керетаро. Это часть Bajío (Центрально-Мексиканской равнины).
- Долина Сан Хуана: муниципалитеты Амеалько, Эзекьель Монтес, Педро Эскобедо, Сан-Хуан-дель-Рио и Текискиапан. Это чрезвычайно продородная долина с богатыми водными ресурсами как поверхностными, так и подземными. Этот район может считаться житницей штата.
- Семидесьерто: муниципалитеты Кадерейта , Колон, Пеньямиллер, Сан Хоакин и Толиман. Это сухой район из-за гор Сьерра-Горды, которая задерживает облака, идущие к этому месту.
- Сьерра-Горда: муниципалитеты Арройо Секо, Хальпан, Ланда и Пинал-де-Амолес. Это часть Восточной Сьерра-Мадре, которая проходит через штат. Здесь находятся как самая высокая, так и самая низкая отметки высот в штате. И тут есть много типов климата от альпийского недалеко от Пинал-де-Амолес и Сан Хоакина и до тропического в Ланде. Здесь очень пересечённая местность с многочисленными межгорными впадинами. Район богат минеральными ресурсами, в основном, ртутью.
- Сьерра-Керетана: образована муниципалитетами Имильпан и Амеалько. Район обычно разделяется и рассматривается как части центральных долин.

## История

### Основание и эпоха наместничества
Керетаро был заселён индейцами отоми и тараско, причём последние были правителями города. Также в незначительной мере присутствовали кочевые племена, называемые чичимеки. Существует несколько археологических памятников, датируемых той эпохой, такие как пирамида в Коррехидоре и стоянки Рана и Толукилья в Сьерра-Горде.
Испанцы пришли в эту местность в 1531, и они заключили договор с вождём отоми, которого звали Конин. Легенда гласит, что была достигнуто соглашение, по которому местные индейцы примут испанское управление и католическую веру, если будут побеждены в рукопашной схватке без оружия. Испанские завоеватели были на грани поражения, но внезапно небо потемнело и в небесах показался святой Иаков Компостельский и горящий Святой Крест. Местные индейцы тут же признали поражение и таким образом 25 июля был основан город Сантьяго (святой Иаков)-де-Керетаро.
После испанского завоевания местность была признана стратегически важной, так как соединяла богатые горными месторождениями районы Гуанахуато, Сан Луис Потоси и Сакатекас со столицей — Мехико. Экспедиции, снаряжённые для завоевания севера страны и для обращения местных индейцев в католическую веру отправлялись из города Керетаро. Это основная причина, по которой центральная часть города славится столь большим количеством религиозных сооружений, датированных той эпохой. Католический миссионер Хуниперо Серра отправился из Керетаро в направлении Верхней Калифорнии, где он был ответственен за основание поселений, которые позднее стали основными городами Калифорнии (например, Сан-Франциско).
С 1726 по 1738 год была проделана огромнейшая работа по гражданскому строительству в штате. Акведук, который доставлял воду в город Керетаро из близлежащих источников был предположительно построен на средства испанского аристократа Хуана Антонио де Уррутья и Арана. Согласно легенде, он был влюблён в монахиню из монастыря Святого Креста, и поэтому акведук заканчивается фонтаном во фруктовом саду монастыря.
Город Керетаро имел такое значение во время испанского правления, что его называли «третьим городом государства» (после Мехико и Пуэблы).

### XIX век
Керетаро считается колыбелью мексиканской независимости, так как здесь было спланировано первое восстание против испанцев. Однако 13 сентября 1810 года план был раскрыт вице-королевским правительством. Поэтому одна из участниц заговора супруга коррехидора Хосефа Ортис де Домингес была заключена под домашний арест, чтобы схватить остальных заговорщиков. Легенда гласит, что она застучала каблуками и так отвлекла внимание от Игнасио Переса, который проскакал на лошади до Сан-Мигель-эль-Гранде (ныне Сан-Мигель-де-Альенде) и предупредил других участников заговора. После этого началась война за независимость.
В 1824 году новая конституция Мексики придала Керетаро статус штата. На этой почве было много споров, так как Керетаро не был провинцией, как остальные штаты колониального периода, а являлся corregimiento de letras, своего рода особой административной единицей. Крепкая экономика Керетаро и, следовательно, его способность приносить достаточный доход в конце концов убедили депутатов предоставить ему статус штата.
Город Сантьяго-де-Керетаро был провозглашён столицей Мексики в 1847 году, когда американские войска вошли в Мехико. 30 мая 1848 года здесь был подписан мирный договор Гуадалупе-Идальго, по которому Мексика уступала половину своей территории Соединённым Штатам.
Максимилиан I из династии Габсбургов в 1867 году выбрал Керетаро для противостояния и подавления республиканских войск Хуареса, подходивших с севера. Императорские войска под командованием императора Максимилиана прибыли туда 19 февраля 1867 года. Они были окружены республиканскими войсками, и 5 марта 1867 началась осада Керетаро. 14 мая императорская армия попыталась прорваться к Мехико, но была предана одним из своих полковников. Это положило конец второй мексиканской империи. Максимилиан был взят в плен и расстрелян в Сантьяго-де-Керетаро.

### XX век
После Мексиканской революции победители собрались в Сантьяго-де-Керетаро, где 5 февраля 1917 года приняли конституцию, которая остаётся в силе и по сей день. В 1931 на пост губернатора штата был избран представитель право-социалистической Институционно-Революционной партии (PRI) А. Перес Алькосер (Antonio Pérez Alcocer). Сантьяго-де-Керетаро принимал Чемпионат мира по футболу 1986 года. Позднее в штате наступил застой, который продолжался до 1970-х, когда промышленность оживилась.
Керетаро довольно спокойный штат без общественных волнений и беспорядков, с низким уровнем преступности и высоким уровнем жизни. Это привлекает в него внутренних мигрантов из других частей Мексики (в частности из Федерального округа, штатов Мехико и Гуанахуато), а также инвестиции из-за границы (в основном из США, Южной Кореи и европейских стран). В политическом плане до 1997 доминировала правящая социалистическая партия PRI, представители которой всегда избирались на должность губернатора штата. Однако, в этом году монополии социалистов пришёл конец. Новым губернатором Керетаро был избран представитель оппозиционной правой консервативной партии Национального Действия (PAN). Её кандидат победил и на следующих выборах в 2003, однако, в 2009 власть снова вернулась к социалистам.

## Население
По данным на 2000 год население штата составляли 1,402 млн жителей. По оценкам на 2010 год население составляет 1 827 937 человек и плотность населения равна 155,32 чел./км².
Штат рассматривается как город-штат, так как большинство населения сосредоточено в муниципалитете Сантьяго-де-Керетаро — почти 46 % по данным на 2000 год. Согласно переписи 1995 года есть только два города с населением более 50 тыс. чел, а именно Сан-Хуан-дель-Рио (84 тыс. жителей) и Сантьяго-де-Керетаро (469 тыс. жителей).
Самые населённые муниципалитеты (2000):
| Керетаро          | 639 839 чел. |
| Сан-Хуан-дель-Рио | 179 300 чел. |
| Коррехидора       | 74 345 чел.  |
| Эль Маркес        | 71 464 чел.  |
| Амеальсо          | 54 638 чел.  |
| Кадерейта         | 51 688 чел.  |
| Текискиапан       | 49 911 чел.  |

Штат имеет высокий индекс уровня жизни (индекс HDI) — 0,802 и занимает по этому показателю 13 место среди 32 штатов. Однако между разными муниципалитетами существует неравенство. Керетаро и Коррехидора имеют наибольшие значения индекса: 0,853 и 0,848, соответственно, тогда как Амеалько и Пинал де Амолес — наименьшие — 0,652 и 0,632.
В штате живут 25 269 носителей индейских языков (2000 год) в возрасте от 5 лет и старше. 6,7 % из них не говорят по-испански. Индейцы Отоми имеют наибольшее количество носителей — 22 077 (или 87,4 %), за ними следуют Науаты (1069 или 4,2 %), масауа (336 или 1,3 %), Сапотеки (215 или 0,9 %) и Ацтеки (121 или 0,5 %).

## Административное деление

Административная карта Мексики.

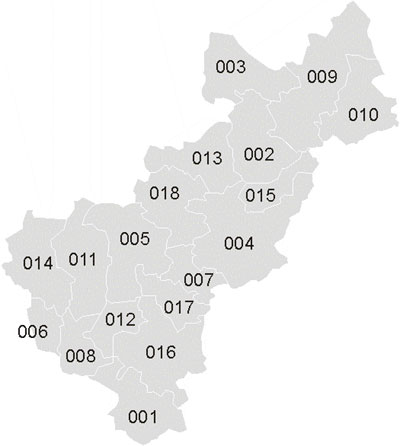
Административная карта штата Керетаро.

С 1993 года штат разделён на 18 муниципалитетов:

## Управление и политика
В 2005 году правительство штата Керетаро было признано неправительственной организацией исп. Transparencia Mexicana (которая является частью организации Трансперенси Интернешнл) наименее коррумпированным среди всех мексиканских штатов. Местное управление имеет три ветви: исполнительную, законодательную и судебную. Губернатор, избираемый на 6-летний срок, руководит исполнительной ветвью власти.

### Политика
Керетаро имеет парадоксальную политическую позицию. Он всегда был довольно консервативным штатом, хотя основные события мексиканской истории, связанные с либеральными преобразованиями, имели место в этом городе. Например, здесь началась борьба за независимость против Испании, но император Максимилиан I выбрал этот город как свой последний оборонительный рубеж, так как был здесь популярен.

### Электорат
Законодательный орган штата имеет 25 мест, 15 выборных и 10 по партийным спискам.

## Экономика
Керетаро имеет одну из самых динамичных экономик среди мексиканских штатов. Рост ВВП превышает среднегосударственный на протяжении нескольких лет и составил 5,5 % в 2005, 6,1 % в 2004 и 4,1 % в 2003 году, согласно данным Agenda Económica, опубликованным федеральным правительством. Средний рост за период с 1993 по 2004 год составил 5,1 %, что обеспечивает Керетаро второе место в Мексике.

## Транспорт
Керетаро — это перекрёсток дорог всей Мексики, так как здесь соединяются скоростные шоссе, которые соединяют Северо-Восточную, Западную и Центральную Мексику. Федеральное шоссе 57 выходит из Мехико и достигает Ларедо на границе с США. Его также называют панамериканской магистралью. Муниципалитеты расположенные вдоль это называют «индустриальным коридором» — они наиболее развиты в штате. Федеральное шоссе 45 соединяет Керехето со штатом Гуанахуато. Ввиду своей стратегической важности федеральные дороги в штате получают щедрую инвестиционную поддержку.
В настоящее время в штате есть два аэропорта. Международный Аэропорт имени Фернандо Эспиносы Гутьеррес, расположенный в 22 км от столицы штата, открылся 10 декабря 2004 (IATA: QRO). Второй — это маленький аэродром в Хальпан-де-Серра, который в данный момент не принимает коммерческие рейсы и используется для соединения районов Сьерра-Горда и Сантьяго-де-Керетаро, в основном, посредством государственных самолётов.
Частные автобусы обеспечивают сообщение внутри штата, обслуживая все муниципалитеты. Они также работают на некоторых междугородных маршрутах в масштабе страны. Внутри городов и посёлков общественный транспорт состоит только из частных автобусов.

## Компании, имеющие штаб-квартиру в Керетаро
- Michelin — всемирно известный производитель шин из Франции.

## Герб
Герб штата Керетаро представляет собой щит, разделённый на три неравных поля. В верхнем, большем поле изображено затемнённое солнце увенчанное крестом. В верхних углах синего поля — две белых пятиконечных звезды. Это изображение символизирует события, при которых испанцами было выиграно сражение у индейцев при основании города. Именно в решающий момент битвы, когда превосходящие силы индейцев начали теснить испанцев и их туземных союзников, произошло солнечное затмение. Испуганные индейцы разбежались, и битва была выиграна. Испанцы утверждали, что видели небесного покровителя Испании Святого Якова (Sant Iago) на белом коне с мечом и стягом, на котором был изображён червлёный крест. Именно Святой Яков на вздымающемся коне изображён в левом нижнем поле щита. В правом нижнем геральдическом поле щита изображены символы плодородия почв и богатства — ветка виноградной лозы и пять колосьев пшеницы. Каждое поле щита отделено золотой каймой, а сам щит имеет ажурное золотое обрамление. Основанием щита являются символы доблести мексиканцев — две золотые мортиры, четыре пушечных ядра, два рога изобилия, барабан и два пучка стрел в память о важности Керетаро в военной истории Мексики. Символом интеграции Керетаро в федерацию являются два скрещённых позади щита государственных флага Мексики. Снизу герб окружает венок из дубовых и лавровых ветвей. Венчает всю композицию государственный герб Мексики, который сменил испанские королевские регалии после обретения Мексикой независимости. Герб, без обрамления был пожалован городу Керетаро 29 октября 1655 г. После образования одноимённого штата городской герб стал и гербом всего штата. Штат Керетаро не имеет официально утверждённого флага. Часто используется белое полотнище с изображением герба в центре.